# U.S. Route 45
La U.S. Route 45 (US 45) est une US Route importante reliant le Golfe du Mexique aux Grands Lacs. La distance totale de la route est de près de 1 300 miles (2 100 km).
Le terminus sud de la route est à la jonction avec la US 98 à Mobile, Alabama, alors que le terminus nord se trouve à l'intersection avec Ontonagon Street et River Street, à Ontonagon, Michigan, tout près du Lac Supérieur. Entre les deux extrémités, la US 45 passe par le Mississippi, le Tennessee, le Kentucky, l'Illinois et le Wisconsin.

## Description du tracé
|       | mi       | km       |
| ----- | -------- | -------- |
| AL    | 59,18    | 95,24    |
| MS    | 277,80   | 446,98   |
| TN    | 123,73   | 199,09   |
| KY    | 51,88    | 83,49    |
| IL    | 428,99   | 690,39   |
| WI    | 305,00   | 491,00   |
| MI    | 54,76    | 88,13    |
| Total | 1 301,34 | 2 094,32 |

### Alabama
La US 45 débute au centre-ville de Mobile, à la jonction avec la US 98. Elle se dirige vers le nord-ouest et, après avoir quitté la région de Mobile, vers le nord. Elle passe par notamment par Citronelle, Deer Park et Fruitdale. Elle atteint ensuite la frontière avec le Mississippi.

### Mississippi
La US 45 fait partie d'une route d'évacuation en cas d'ouragan au Mississippi. Elle est entièrement constituée de quatre voies depuis son entrée à State Line jusqu'à la frontière avec le Tennessee au nord de Corinth. Sur son trajet, elle dessert les villes de Waynesboro, Meridian, Columbus et Tupelo.
À Brooksville, la US 45 se sépare en deux routes. La US 45 dessert les villes de Columbus et d'Aberdeen alors que la US 45 Alt. propose un lien plus direct jusqu'à Tupelo, où les deux routes se rejoignent.

### Tennessee
Segment sud
Depuis la frontière avec le Mississippi, la US 45 se dirige vers le nord en passant par les villes de Guys, Eastview, Selmer, Bethel Springs, Finger, Henderson, Pinson et Jackson jusqu'à Three Way, où la route se sépare en US 45W et US 45E.
US 45W
La US 45W est une route de 62,33 miles (100,31 km) dans l'ouest du Tennessee, reliant Jackson et South Fulton via Humboldt, Trenton, Dyer, Rutherford, Kenton et Union City.
US 45E
La US 45E est une route de 61,23 miles (98,54 km) dans l'ouest du Tennessee, reliant Jackson et South Fulton via Medina, Milan, Bradford, Greenfield, Sharon et Martin.
Segment nord
À South Fulton, la US 45W et la US 45E se rejoignent et reforment la US 45, laquelle se dirige vers le nord-est sur une très courte distance avant d'atteindre la frontière avec le Kentucky et d'entrer à Fulton.

### Kentucky
La US 45 entre au Kentucky à Fulton et se dirige vers le nord-est jusqu'à Mayfield. Elle bifurque vers le nord jusqu'à Paducah en configuration à quatre voies. À Paducah, la US 45 sert d'artère principale de la ville et croise l'I-24, la US 60 et la US 62. Elle quitte ensuite le Kentucky en empruntant le Pont de Brookport jusqu'à Brookport, Illinois, au-delà de la rivière Ohio.

### Illinois

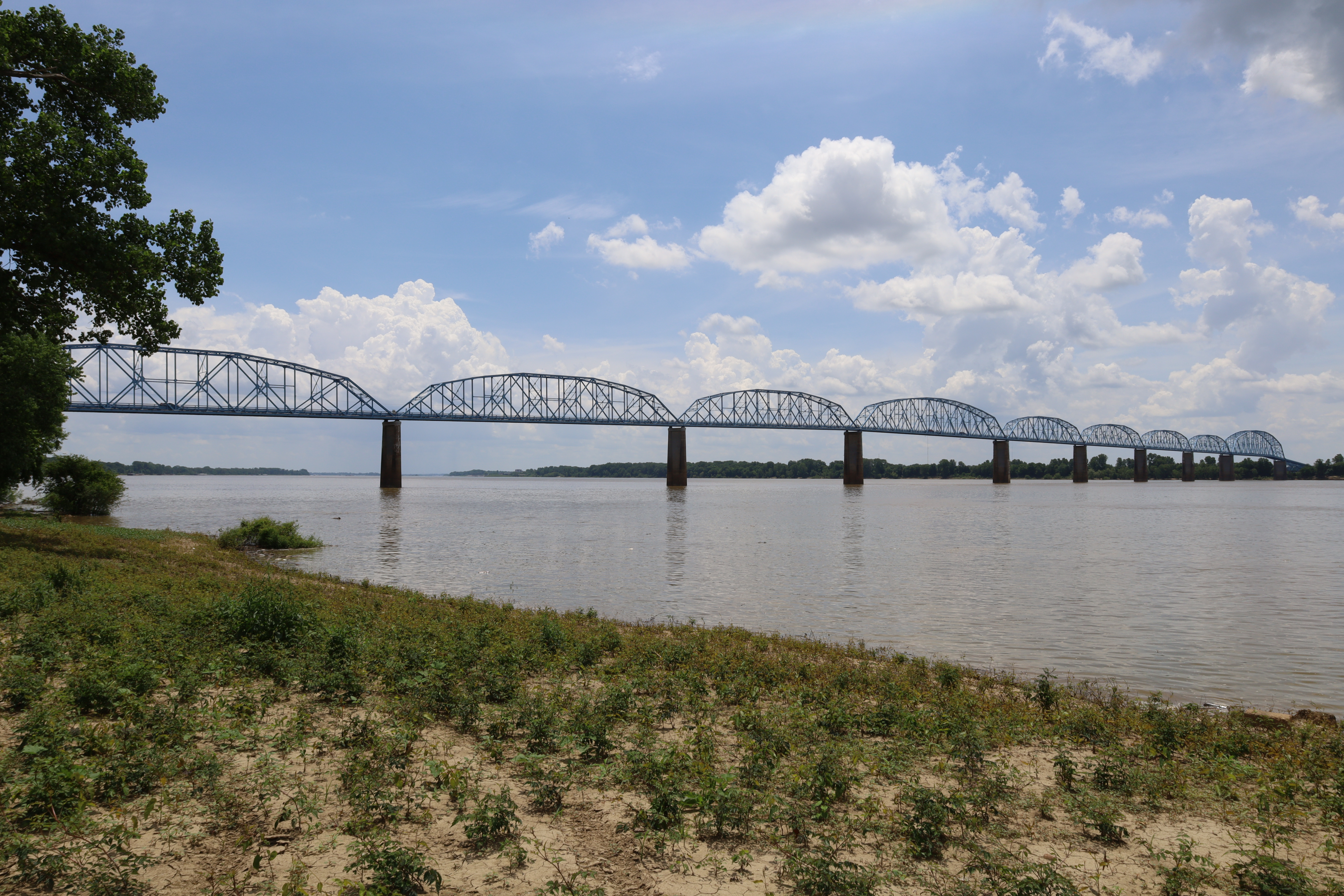
La US 45 traverse la rivière Ohio entre le Kentucky et l'Illinois sur le Pont de Brookport.

En Illinois, la US 45 se dirige d'abord vers le nord-ouest à partir de Brookport, jusqu'à Vienna. À partir de Vienna, elle bifurque vers le nord-est pour atteindre Harrisburg et Norris City. Dans cette dernière ville, elle se dirige vers le nord et passe par Fairfield, Flora, Effingham, Mattoon, Champaign, Urbana, Gilman et Kankakee pour ensuite atteindre les banlieues ouest de Chicago dans les comtés de Will, de Cook et de Lake. Elle se rend jusqu'à la frontière du Wisconsin.
Entre Mattoon et Kankakee, elle est parallèle à l'I-57. La US 45 est la plus longue route numérotée de l'Illinois avec près de 430 miles (690 km).

### Wisconsin
La US 45 entre au Wisconsin dans le sud-est de l'état. Elle forme un multiplex avec l'I-41 / I-894 au sud-ouest de Milwaukee et constitue une artère principale dans la région métropolitaine de Milwaukee. Elle se poursuit vers le nord jusqu'à Fond du Lac. Elle contourne la ville et longe la rive ouest du Lac Winnebago en passant par Oshkosh. La route continue vers le nord et passe par Wittenberg, Antigo et Eagle River. Elle quitte l'état à Land O' Lakes et entre au Michigan.

### Michigan

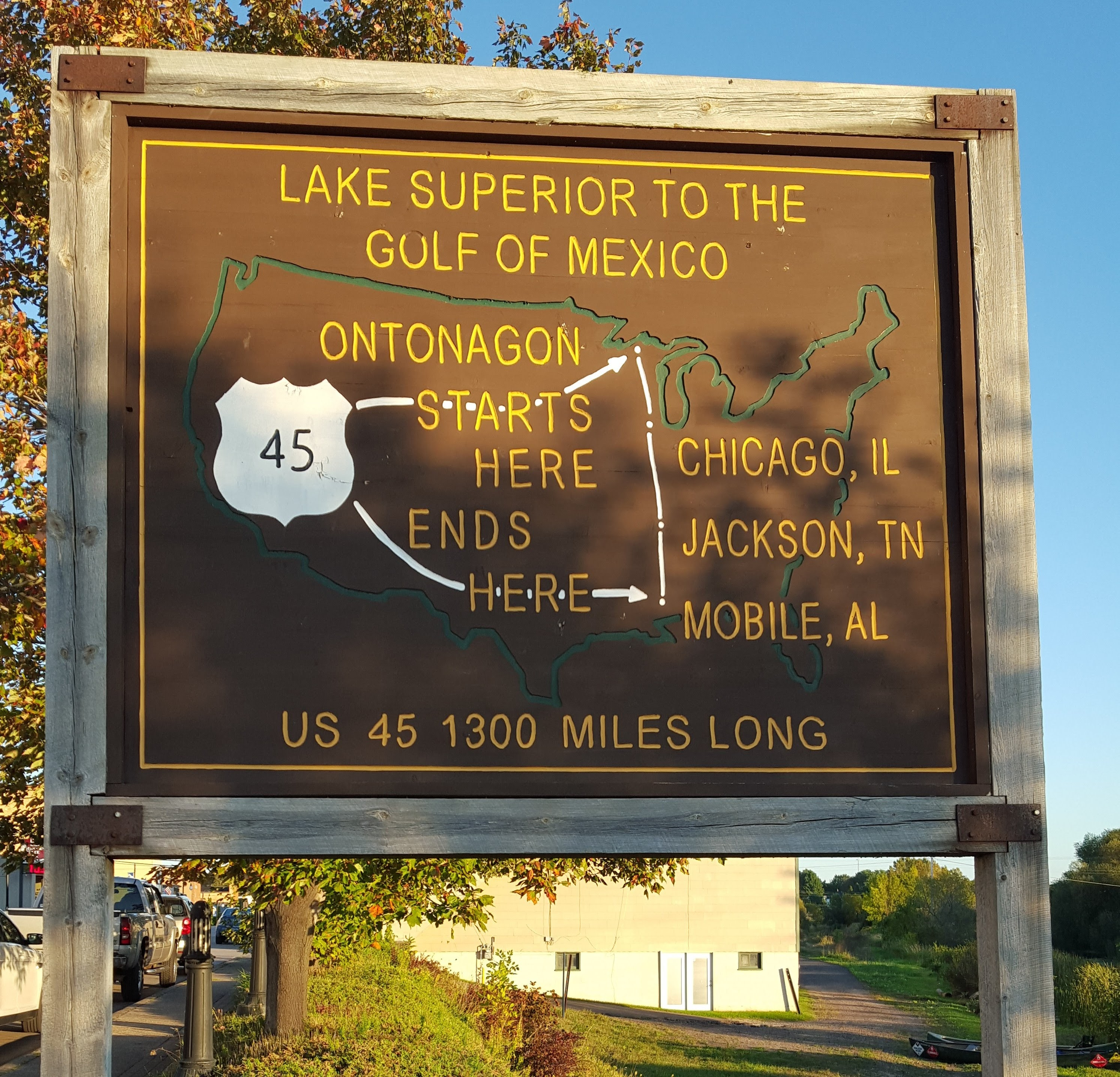
Terminus nord de la US 45 à Ontonagon, Michigan

La US 45 entre au Michigan au sud de Watersmeet. À partir de là, elle traverse l'ouest de la Péninsule supérieure du Michigan en passant par la Forêt nationale d'Ottawa jusqu'à Ontonagon, au nord. La US 45 prend fin au sud du Lac Supérieur au centre-ville d'Ontonagon.

## Intersections majeures
Segment sud
Alabama
 US 98 à Mobile
 I-65 à Prichard
Mississippi
 US 84 à Waynesboro
 I-20 / I-59 à Meridian
 US 11 / US 80 à Meridian
 US 82 à l'ouest de Columbus. Les routes forment un multiplex jusqu'à Columbus.
 US 278 à au nord de New Wren. Les routes forment un multiplex jusqu'aux limites entre Verona et Tupelo.
 I-22 / US 78 à Tupelo
 US 72 à Corinth
Tennessee
 US 64 à Selmer. Les routes forment un multiplex dans la ville.
 I-40 / US 412 à Jackson
 US 45W / US 45E à Three Way
US 45W
Tennessee
 US 79 à Humboldt. Les routes forment un multiplex dans la ville.
 US 51 à Union City. Les routes forment un multiplex jusqu'à South Fulton
 US 45 / US 45E à South Fulton
US 45E
Tennessee
 US 79 à Milan
 US 45 / US 45W / US 51 à South Fulton
Segment nord
Tennessee
 US 45W / US 45E à South Fulton
Kentucky
 I-69 à Mayfield
 I-24 à Paducah
 US 62 à Paducah. Les routes forment un multiplex dans la ville.
 US 60 à Paducah. Les routes forment un multiplex dans la ville.
Illinois
 I-24 à Metropolis
 I-24 au nord-est de Vienna
 I-64 au nord de Mill Shoals
 US 50 à l'est de Flora. Les routes forment un multiplex jusqu'au nord-ouest de Flora.
 US 40 à Effingham. Les routes forment un multiplex dans la ville.
 I-57 / I-70 à Effingham
 I-57 au nord-est de Neoga
 I-57 à Mattoon
 US 36 à Tuscola Township
 I-57 à Pesotum
 US 150 à Champaign. Les routes forment un multiplex jusqu'à Urbana.
 I-74 à Urbana
 US 136 à Rantoul
 US 24 à Gilman. Les routes forment un multiplex dans la ville.
 US 52 à l'est d'Ashkum. Les routes forment un multiplex jusqu'à Peotone Township.
 I-57 à Kankakee
 US 30 à Frankfort
 I-80 aux limites entre Mokena, Orland Park et Tinley Park
 US 6 à Orland Park
 US 12 / US 20 à l'ouest de la limite entre Palos Hills et Hickory Hills. La US 12 / US 45 forment un multiplex jusqu'à Des Plaines. La US 20 / US 45 forment un multiplex jusqu'aux limites entre Stone Park et Melrose Park.
 I-294 à Willow Springs
 I-55 aux limites entre Countryside et Hodgkins
 US 34 à La Grange
 I-290 aux limites entre Westchester, Hillside et Bellwood
 I-190 à l'ouest de Rosemont
 US 14 à Des Plaines
Wisconsin
 I-43 à Greenfield. Les routes forment un multiplex dans la ville.
 I-41 / I-894 / US 41 à Greenfield. L'I-41 / US 41 / US 45 forment un multiplex jusqu'à Richfield. L'I-894 / US 45 forment un multiplex jusqu'aux limites entre Milwaukee et Wauwatosa.
 I-94 à Milwaukee.
 US 18 à Wauwatosa.
 US 151 à Fond du Lac. Les routes forment un multiplex dans la ville.
 I-41 / US 41 à Fond du Lac. Les routes forment un multiplex dans la ville.
 I-41 / US 41 à Oshkosh
 US 10 à Winchester. Les routes forment un multiplex sur 3 miles.
 US 8 à Monico. Les routes forment un multiplex dans la ville.
Michigan
 US 2 à Watersmeet
River Street / Chippewa Street à Ontonagon